# Эвримедон (возница Агамемнона)
Эвримедон (др.-греч. Εὐρυμέδων «хозяин просторов»), сын Птолемея, потомок Пираоса, известный из Илиады Гомера, возница Агамемнона, царя Микен, предводителя греческого войска в Троянской войне.

Коней Атрид с колесницею, медью блестящей, оставил; 

Их браздодержец могучий держал недалеко, храпящих,

Муж Эвримедон, потомок Пираосов, сын Птолемеев;

При возвращении домой он был убит вместе с хозяином, их могилы показывали в Микенах Павсанию.

Среди развалин Микен находится (подземный) водоем, называемый Персеей. Тут были и подземные сооружения Атрея и его сыновей, где хранились их сокровища и богатства. Тут могила Атрея, а также и могилы тех, которые вместе с Агамемноном вернулись из Илиона и которых Эгисф убил на пиру. А на могилу Кассандры претендуют те из лакедемонян, которые живут около Амикл; вторая могила — это Агамемнона, затем — могила возницы Эвримедонта, дальше — могилы Теледама и Пелопса.

Это же имя в поэме носит возница Нестора.